# Campionati europei di atletica leggera indoor 2017 - 1500 metri piani maschili

## Podio
| Pos.    | Atleta             | Nazionalità |
| ------- | ------------------ | ----------- |
| Oro     | Marcin Lewandowski | Polonia     |
| Argento | Kalle Berglund     | Svezia      |
| Bronzo  | Filip Sasinek      | Rep. Ceca   |

## Record
| Record                | Record             | Record  | Record              | Record           |
| --------------------- | ------------------ | ------- | ------------------- | ---------------- |
| Record del Mondo      | Hicham El Guerrouj | 3:31.18 | Stoccarda, Germania | 2 febbraio 1997  |
| Record europeo        | Andrés Manuel Díaz | 3:33.32 | Il Pireo, Grecia    | 24 febbraio 1999 |
| Record dei campionati | Ivan Heshko        | 3:36.70 | Madrid, Spagna      | 6 marzo 2005     |

## Programma
| Data         | Ora   | Turno    |
| ------------ | ----- | -------- |
| 3 marzo 2017 | 19:15 | Batterie |
| 4 marzo 2017 | 20:18 | Finale   |

## Risultati

### Batterie
I primi due di ogni batteria e i migliori tre tempi non qualificati direttamente si qualificano per la finale.
| Posizione | Batteria | Atleta             | Nazione       | Tempo   | Note |
| --------- | -------- | ------------------ | ------------- | ------- | ---- |
| 1         | 3        | Timo Benitz        | Germania      | 3:43.09 | Q    |
| 2         | 2        | Filip Sasinek      | Rep. Ceca     | 3:43.64 | Q    |
| 3         | 3        | Marcin Lewandowski | Polonia       | 3:43.70 | Q    |
| 4         | 3        | Johan Rogestedt    | Svezia        | 3:44.12 | q    |
| 5         | 3        | Yassin Bouih       | Italia        | 3:44.67 | q    |
| 6         | 3        | Llorenç Sales      | Spagna        | 3:45.56 | q    |
| 7         | 2        | Kalle Berglund     | Svezia        | 3:45.68 | Q    |
| 8         | 2        | Emanuel Rolim      | Portogallo    | 3:46.96 |      |
| 9         | 1        | Thomas Lancashire  | Gran Bretagna | 3:47.37 | Q    |
| 10        | 2        | Tamás Kazi         | Ungheria      | 3:47.64 |      |
| 11        | 1        | Sofiane Selmouni   | Francia       | 3:47.71 | Q    |
| 12        | 1        | Marius Probst      | Germania      | 3:47.89 |      |
| 13        | 3        | Goran Nava         | Serbia        | 3:48.53 |      |
| 14        | 2        | Jan Hochstrasser   | Svizzera      | 3:49.49 |      |
| 15        | 1        | Sergio Paniagua    | Spagna        | 3:50.00 |      |
| 16        | 1        | Jan Friš           | Rep. Ceca     | 3:50.38 |      |
| 17        | 1        | Filip Ingebrigtsen | Norvegia      | 3:51.25 |      |
| 18        | 1        | Richard Douma      | Paesi Bassi   | 3:53.14 |      |
| 19        | 3        | Dixon Harvey       | Gibilterra    | 3:54.09 |      |
| 20        | 1        | Yervand Mkrtchyan  | Armenia       | 3:54.53 |      |
| 21        | 2        | Marc Alcalá        | Spagna        | 3:54.85 |      |
| 22        | 2        | John Travers       | Irlanda       | 3:59.72 |      |

### Finale
La finale è iniziata alle 20:18 di sabato 4 marzo
.
| Posizione | Atleta             | Nazione       | Tempo   | Note |
| --------- | ------------------ | ------------- | ------- | ---- |
| 1         | Marcin Lewandowski | Polonia       | 3:44.82 |      |
| 2         | Kalle Berglund     | Svezia        | 3:45.56 |      |
| 3         | Filip Sasinek      | Rep. Ceca     | 3:45.89 |      |
| 4         | Marc Alcalá        | Spagna        | 3:46.36 |      |
| 5         | Thomas Lancashire  | Gran Bretagna | 3:46.57 |      |
| 6         | Sofiane Selmouni   | Francia       | 3:46.70 |      |
| 7         | Timo Benitz        | Germania      | 3:46.73 |      |
| 8         | Yassin Bouih       | Italia        | 3:47.95 |      |
| 9         | Llorenç Sales      | Spagna        | 3:48.56 |      |
| 10        | Johan Rogestedt    | Svezia        | 3:49.91 |      |
| 11        | John Travers       | Irlanda       | 3:53.11 |      |